# Berberis pingjiangensis
Berberis pingjiangensis là một loài thực vật có hoa trong họ Hoàng mộc. Loài này được Q.L.Chen & B.M.Yang mô tả khoa học đầu tiên năm 1982.